# Щупак Самійло Борисович
Самійло Борисович Щупак (* 10 квітня 1895, за іншими даними, 16 березня 1894 р.,  Липовець, тепер Вінницька область — † 10 березня 1937 р., Москва) — український літературний критик і журналіст доби сталінізму. Автор вульгарних критичних матеріалів, передусім про твори Миколи Хвильового. Член літературної організації ВУСПП.
Жертва сталінського терору.

## Життєпис
У 1920-х роках був редактором журналу «Глобус» і газет «Більшовик» та «Пролетарська правда», 1930–1936 — редактор «Літературної газети». З 1930 жив у Харкові і якийсь час був редактором журналу «Критика». 
Належав до літературної організації ВУСПП і цілковито поділяв її лінію, відігравав визначну ролю у літературній дискусії 1925–1928 років виступами проти М. Хвильового. Окремими виданнями вийшли літературознавчі і літературно-критичні збірки: «Питання літератури» (1928), «Критика і проза» (1930), «Боротьба за методологію» (1933), «Соціалістичний реалізм у художній літературі» (1934). 1934 р. переїхав до Києва, поселився в будинку письменників Роліт.
Заарештований і ув'язнений органами НКВС 10 листопада 1936 р. Засуджений до страти за обвинуваченням у контрреволюційній організаційній діяльності та здійсненні терактів 10 березня 1937 року, розстріляний того ж дня. Місце поховання — Москва, Донське кладовище.
Посмертно реабілітований за клопотанням дітей 3 листопада 1956 р.